# محوطه چنگا
محوطه چنگا مربوط به سده‌های میانه دوران‌های تاریخی پس از اسلام است و در شهرستان اندیکا، بخش چلو، دهستان للر کتک، ۱/۵ کیلومتری شمال غرب روستای کتک بزرگ واقع شده و این اثر در تاریخ ۲۶ اسفند ۱۳۸۷ با شمارهٔ ثبت ۲۵۹۶۶ به‌عنوان یکی از آثار ملی ایران به ثبت رسیده است.
براساس سرشماری مرکز آمار ایران در سال ۱۳۹۰، جمعیت بخش چلو ۱۰۶۲۵ نفر بوده‌است.